# Глінка Федір Миколайович
Глінка Федір Миколайович (8 червня (19) 1786, маєток Сутоки, нині Смоленська область — 11 лютого (23) 1880, Твер) — російський поет, публіцист, офіцер (полковник), декабрист, учасник франко-російської війни 1812 року; брат Сергія Миколайовича Глінки.

## Життєпис
Батько — Глінка Микола Ілліч (1744—1796), відставний капітан, мати — Каховська Ганна Яківна (1757—1802). Виховувався в 1 кадетському корпусі з 1799 року, випущений прапорщиком у Апшеронський піхотний полк у 1802 році. Поручник з призначенням полковим ад'ютантом в 1806 році, з 1803 року фактично був ад'ютантом Милорадовича М. А..
Учасник війни 1805—1806 (Аустерліц). Пішов у відставку 18 вересня 1806 року. Повернувся в полк в 1812 році. Учасник франко-російської війни 1812 року (Тарутине, Малий Ярославець, Вязьма, Дорогобуж, Червоне, що за 45 км від Смоленська) і закордонних походів російської армії (Польща, Сілезія, Саксонія, Париж). За поверненні до Петербурга переведений у лейб-гвардії Ізмайловський полк. Капітан — 1816, полковник — 1818, призначений ад'ютантом з особливих доручень при петербурзькому військовому генерал-губернаторі Милорадович М. А..
Масон, член ложі «Избранного Михайла» (1816), дійсний член Вільного товариства любителів російської словесності, голова його з 1819 року, член товариства «Зелена лампа», редактор «Військового журналу» (1817—1819), член Товариства військових людей. Член Союзу спасіння (1818) та Союзу благоденства (член Корінного ради), учасник Петербурзького наради 1820 року, що проходив в його квартирі, Московського з'їзду 1821, організатор самостійної осередку таємного товариства (так званого товариства Глінки — Перетца). Прихильник конституційної монархії, завжди виступав проти радикальних заходів, революції. Після 1821 року в русі декабристів не брав участь. Заарештований 30 грудня 1825 року, доставлений в Зимовий палац і звільнений у той же день. Вдруге був заарештований 11 березня 1826 року і доставлений до Петропавловської фортеці. 15 червня 1826 року за наказом імператора звільнений, переведений в цивільну службу в чині колезького радника до Петрозаводська під нагляд поліції. Пішов у відставку в 1834 році. У 1835—1853 жив у Москві, в 1853—1862 роках у Петербурзі, потім у Твері. У період життя в Твері багато займається благодійністю. Створює в Твері ремісниче училище. Допомагає у створенні Тверського краєзнавчого музею. Почесний попечитель тверської гімназії, член Тверського губернського статистичного комітету і гласний (засідає з правом голосу) Тверської міської думи (1875), дійсний член Московського археологічного товариства. Помер у Твері, похований у Желтіковом монастирі, могила не збереглася.

## Творчість

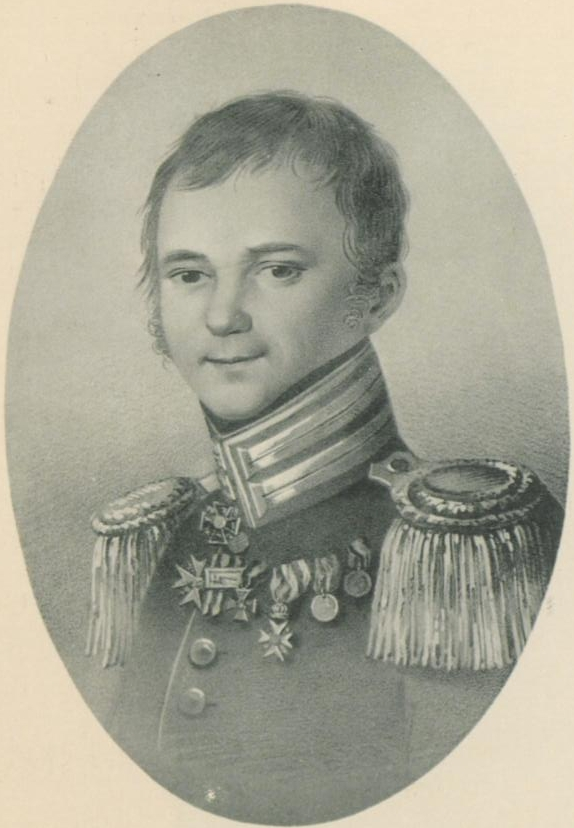
Федір Глінка, 1821 р. Художник Беггров Карл Петрович.

Обставини перебування на Волині Федора Глінки досліджував В. Ящук. Вірші Глінки «Тройка» («Вот мчится тройка удалая»), «Москва» («Город чудный, город древний»), «Узник» («Не слышно шума городского»), покладені на музику, свого часу стали популярним народними піснями. За радянського часу вибрані твори Ф. Глинки вийшли в 40-і роки в Петрозаводську. Вони дають досить повне уявлення про громадянську позицію поета, зокрема, в період його приналежності до таємної революційної організації Союз благоденства (1818—1821 рр.), про прагнення повчальним словом підносити на належну висоту моральні принципи й ідеали.
Першим етапом у творчому самовираженні Федора Глинки стали його нотатки, зроблені під час походу і бойових дій російсько-австро-французької війни 1805—1806 рр. Після закінчення кадетського корпусу майбутній поет був призначений ад'ютантом генерала М. Милорадовича і, незважаючи на слабке здоров'я, стійко зносив безсонні ночі, холод і втому. Більше того, знаходив час вести щоденник, який 1808 року вийшов окремим виданням під назвою «Листи російського офіцера про Польщу, австрійські володіння в Угорщині з докладним описом походу росіян супроти французів у 1805 і 1806 роках». Уже в першому ж листі Федір Глинка зважив за потрібне підкреслити:
|  | "...що стосується складу, то я не старався, а можливо, і не міг зробити його витієватим і кучеристим; я прагнув одного, щоб оповіді мої відзначалися простотою й істинністю". |

Свій другий лист майбутній поет-декабрист написав 15 серпня 1805 року в Крупці («местечко Крупчицы»):
|  | "Сього дня прийшли ми в Крупчиці, містечко, пожалуване разом із багатьма іншими маєтками блаженної пам'яті імператрицею Єкатериною ІІ. Ти знаєш, друже, прив'язаність росіян до своєї батьківщини, і тому можеш судити, з яким почуттям ступали вони за межі своєї імперії. В усіх полках співали пісень, але вони були протяглі й тужливі, здавалося, що в них виливався сердечний смуток героїв: це остання данина батьківському краю. Незабаром запалають вони духом мужності, і томні, прощальні пісні заміняться радісними покликами перемоги. Істинний герой відзначається простотою вдачі і ніжністю почуттів у мирний час, мужністю і хоробрістю в боротьбі і полум"яною любов"ю до вітчизни. Росіяни містять у собі всі ті якості. Ми йдемо на допомогу до австрійців (...) Туди стогони пригноблених народів закликають захисників. Чути, що генерал Голенищев-Кутузов Михайло Ілларіонович буде начальствувати над нашою армією". |

Треба зауважити, що Ф. Глинка рухався з колоною російської армії (на чолі з відомим полководцем П. І. Багратіоном). А Кутузов у цей час і справді вже одержав наказ узяти під свою команду 50-тисячну Подільську армію. Але, наздоганяючи її, в Радивилів прибув лише 31 серпня, тобто через півмісяця після того, як тут вів свої нотатки тоді ще не відомий нікому поет Федір Глинка.
У четвертому листі подаються опис міста Броди, у п'ятому — села Михаловці, у шостому — замку в Підгірцях і т. д. Молодий офіцер не задовольняється викладом вражень, він ділиться своїми спостереженнями про уклад життя різних верств населення, не цурається опису селянських хат.
|  | "Тепер сиджу я, - занотовує Ф.Глинка, - в хаті у мужика, в Старій Галичині; піч палиться, труби нема; густий чорний дим наповнює й коптить усю хату; разом із нами лежать корови. Поглянещ на господарів і вжахнешся: вони всі в лахмітті..." |

Поезія Глинки, як і його проза, нерівноцінні за своїми художніми якостями. Але їх достоїнства по-належному оцінювали О. С. Пушкін, декабристи, знайомився з ними Т. Г. Шевченко. Що стосується «Листів російського офіцера», почасти навіяних перебуванням на кордоні, то вони стали яскравим художньо-політичним документом епохи.
У 1810 році перебував у Чернігівській губернії, збираючи українські народні пісні і думи, які згодом використав при написанні історичного роману про Богдана Хмельницького.

## Нагороди
- Орден святого Володимира 4 ступеня з бантом і золотою шпагою "За хоробрість"
- Орден святої Анни 2 ступеня
- Прусський орден За заслуги